# Cauldcleuch Head
Cauldcleuch Head är ett berg i Storbritannien.   Det ligger i kommunen Scottish Borders och riksdelen Skottland, i den centrala delen av landet, 500 km norr om huvudstaden London. Toppen på Cauldcleuch Head är 594 meter över havet, eller 92 meter över den omgivande terrängen. Bredden vid basen är 1,6 km.
Terrängen runt Cauldcleuch Head är huvudsakligen lite kuperad. Runt Cauldcleuch Head är det mycket glesbefolkat, med 4 invånare per kvadratkilometer. Närmaste större samhälle är Hawick, 15,4 km norr om Cauldcleuch Head. Trakten runt Cauldcleuch Head består i huvudsak av gräsmarker.